# Mick McLaughlin
Michael Anthony „Mick“ McLaughlin (* 5. Januar 1943; † 6. Dezember 2015) war ein walisischer Fußballspieler. 

## Sportlicher Werdegang
McLaughlin spielte in seiner Kindheit sowohl Fußball als auch Rugby. Er begann seine Vereinskarriere bei Nash United, ehe er in den Nachwuchsbereich des AFC Newport County wechselte. Dort setzte er sich zunächst nicht durch und spielte für die walisischen Klubs Merthyr Tydfil FC und Barry Town im englischen Non-League Football. Anschließend zog er zu Lovell’s Athletic weiter, der im walisischen Ligafußball antrat. Nach der Auflösung des Klubs kehrte er Ende der 1960er Jahre zu Newport County zurück. Dort bestritt der Abwehrspieler bis zum Sommer 1970 90 Spiele in der Fourth Division, in denen er drei Tore erzielte.
1970 wechselte McLaughlin erneut in den Non-League Football, als er bei Hereford United anheuerte. Unter Spielertrainer John Charles war der in der Southern Football League antretende Klub zum Aspiranten auf die Aufnahme in die Football League geworden. Nach dem Abschied des vormaligen Italienprofis im Herbst 1971 sorgte der Klub unter dem Nachfolger Colin Addison für Furore. Zunächst trotze der Fünftligist im FA Cup auswärts dem Erstligisten Newcastle United Ende Januar 1972 ein 2:2-Unentschieden ab, ehe die Mannschaft im Wiederholungsspiel – als zweiter Non-League-Klub in der Geschichte des Wettbewerbs – im Rückspiel Anfang Februar mit einem 2:1-Erfolg nach Verlängerung die Sensation schaffte. Zwar verlor die Mannschaft in der nächsten Runde gegen West Ham United, der Pokalerfolg unterstützte jedoch die letztlich erfolgreiche Bewerbung um die Aufnahme in der Football League. Dort schaffte der Klub direkt den Aufstieg in die Third Division, in der McLaughlin noch bis 1975 für Hereford auflief. Anschließend ließ er bei Cheltenham Town erneut im Non-League-Bereich seine Karriere ausklingen und nahm parallel das Rugby-Spiel wieder auf. Kurzzeitig kehrte er 1977/78 für AFC Newport County auf den Fußballplatz zurück.
Später ging McLaughlin beruflich in die Vereinigten Staaten und kehrte 2010 nach Newport zurück, als er in den Ruhestand wechselte.